# 's-Gravenzande
's-Gravenzande es una ciudad en la provincia de Holanda Meriodional, en los Países Bajos. Forma parte del municipio de Westland, y se encuentra a unos 12 kilómetros (7,5 millas) al suroeste de La Haya. Hasta 2004 era un municipio separado y cubría un área de 20,77 km² (de los cuales 3,38 km² es agua).
La ciudad de 's-Gravenzande tenía 15.241 habitantes en 2011. El área edificada de la ciudad era de 2,7 km², y contenía 5.879 residencias. El área estadística "'s-Gravenzande", que también puede incluir las partes periféricas de la aldea, así como el campo circundante, tiene una población de alrededor de 119.750. A partir del 1 de enero de 2009, 's-Gravenzande es la ciudad más grande de Westland con 19.428 habitantes.
El antiguo municipio de 's-Gravenzande también incluía el municipio de Heenweg.

## Historia
's-Gravenzande recibió los derechos de la ciudad en 1246 por el conde Guillermo II de Holanda, quien, al igual que su padre, el conde Floris IV, residía regularmente en su propiedad cerca de la ciudad. Por lo tanto, es la única "ciudad" en Westland. Machteld van Brabant, hija del duque Enrique I y esposa de Floris IV, fue responsable de la construcción de la iglesia de la ciudad y le otorgó una estatua de la Virgen a la que se atribuyeron poderes milagrosos. 's-Gravenzande se convirtió posteriormente en un lugar de peregrinación.
Algunos dicen que el vecindario de Gravesend, Brooklyn , Nueva York, en los Estados Unidos, lleva el nombre de 's-Gravenzande.